# Aulacaspis tubercularis
Espèce
Aulacaspis tubercularis (la cochenille du manguier) est une espèce d'insectes hémiptères de la famille des Diaspididae, à répartition pantropicale.
Cette cochenille polyphage admet de nombreuses espèces de plantes hôtes appartenant à diverses familles végétales. Parmi les plantes cultivées, elle attaque notamment le papayer (Carica papaya), les agrumes (genre Citrus spp), le cocotier (Cocos nucifera), le cannellier (Cinnamomum verum), les courges (genre Cucurbita spp.), le laurier noble (Laurus nobilis), le manguier (Mangifera indica), l'avocatier (Persea americana), le gingembre (Zingiber officinale), mais surtout considérée comme un ravageur des cultures de manguier.

## Synonymes
Selon Catalogue of Life (14 octobre 2013) :
- Aulacaspis cinnamomi Newstead, 1908
- Aulacaspis cinnamomi mangiferae Sasscer, 1912
- Aulacaspis mangiferae MacGillivray, 1921
- Aulacaspis sinnamomi Kuwana, 1926
- Aulacaspis tubercularis Sanders, 1909
- Diaspis cinnamomi Hall, 1928
- Diaspis cinnamomi mangiferae Newstead, 1911
- Diaspis cinnamomi-mangiferae Green, 1919
- Diaspis mangiferae Ramakrishna Ayyar, 1919
- Diaspis rosae Maxwell-Lefroy, 1903
- Diaspis tubercularis Scott, 1952

## Distribution
L'aire de répartition d'Aulacaspis tubercularis s'étend sur une grande partie des régions tropicales et subtropicales.
Cette espèce se rencontre notamment
en Afrique : Afrique du Sud, Bénin, Égypte, Gambie, Ghana, Côte d'Ivoire, Kenya, Liberia, Malawi, Maurice, Mozambique, Ouganda, Sierra Leone, Tanzanie, Togo, Zambie, Zimbabwe,
en Asie : Inde, Indonésie, Irak, Malaisie, Pakistan, Sri Lanka, Taïwan,
en Océanie : Vanuatu,
dans les Antilles : Antigua, Barbade, Porto Rico, République dominicaine, Trinidad,
en Amérique du Sud : Brésil, Colombie, Guyana, Surinam, Venezuela.